# Мэги, Вилли
Уильям Фрэнсис (Вилли) Мэги (англ. William Francis (Willie) Magee; 1884, Белфаст — 26 октября 1945, Дублин) — британский велогонщик, выступавший на треке. Участник летних Олимпийских игр 1908 года.

## Биография
Вилли Мэги родился в 1884 году в британском городе Белфаст.
Первоначально выступал в соревнованиях по велоспорту на треке в коммерческом спортивном клубе, после чего перешёл в велосипедный клуб «Финикс», а в 1908 году — в «Росарио».
Первым успехом Мэги стал финал чемпионата Ирландии 1903 года в гонке на четверть мили. В 1904 и 1905 годах он был чемпионом Ирландии в гонке на милю.
В 1907 году получил травму ноги, но успел восстановиться к Олимпийским играм.
В 1908 году вошёл в состав сборной Великобритании на летних Олимпийских играх в Лондоне. В индивидуальном спринте на 660 ярдов в четвертьфинальном заезде занял 2-е место, уступив два корпуса Карлу Ноймеру из Германии. В индивидуальном спринте на 1000 метров в четвертьфинале не уложился в лимит времени — 1 минуту 45 секунд — вместе с двумя другими участниками заезда Херманом Мартенсом из Германии и Йоханнесом ван Спенгеном из Нидерландов. В гонке на 5000 метров занял 2-е место в полуфинале, проиграв несколько дюймов Герарду ван Дракестейну из Нидерландов.
Умер 26 октября 1945 года в ирландском городе Дублин.

## Семья
Брат — Том Мэги, британский велогонщик. В начале XX века вместе с Вилли был одним из лучших велогонщиков Белфаста.